# Порфирій Христофоров Стаматов
Порфирій Христофоров Стаматов (болг. Порфирий Христофоров Стаматов); нар. 9 березня 1840, Білгород-Дністровський — пом. 11 червня 1925, Софія— болгарський юрист. Міністр юстиції Болгарії з 1881 року. Батько письменника Георгія Стаматова.

## Життєпис
Порфирій Стаматов народився 9 березня 1840 року в Білгороді-Дністровському, в болгарській родині. 
Закінчив Кишинівську гімназію в 1864 році та юридичний факультет Новоросійського університету в Одесі в 1868 році. 
Наукову ступінь здобув за фінансової підтримки Васила Апрілова.
Працював суддею в Одесі.
Після звільнення Болгарії у 1879 році був членом і головою Верховного касаційного суду в Софії (1880–1886). 
У 1881 році, після державного перевороту, він деякий час був міністром юстиції в уряді Казимира Ернрота. У цей період він неодноразово виступав проти репресивних заходів, запропонованих прем'єр-міністром, таких як цензура преси та смертна кара для державних службовців, які критикували переворот. 
З 1884 року був дійсним членом Болгарської академії наук.
У 1887 році повернувся до Росії і до 1920 року був суддею в Тифлісі, Саратові та Одесі.
В 1897 — 1900 рр. — почесний мировий суддя Аккерманського уїзду.
З 1901 року —  дійсний статський радник. Член Одеської судової палати.
У 1920 році емігрував до Болгарії.
Помер Порфирій Стаматов в Софії 11 червня 1925 року.

## Праці
- «О надзоре за судебными установлениями» (1898)
- «О возобновлении угловных дел» (1905)